# ノーヴィ・リーグレ
ノーヴィ・リーグレ（伊: Novi Ligure）は、イタリア共和国ピエモンテ州アレッサンドリア県にある、人口約28,000人の基礎自治体（コムーネ）。

## 地理

### 位置・広がり
| 隣接するコムーネは以下の通り。 - バザルッツォ - ボスコ・マレンゴ - カッサーノ・スピーノラ - ガーヴィ - パストゥラーナ - ポッツォーロ・フォルミガーロ - セッラヴァッレ・スクリーヴィア - タッサローロ |

### 地震分類
イタリアの地震リスク階級 (it) では、3 に分類される
。

## スポーツ
セリエA優勝歴のあるUSDノヴェーゼのホームタウンである。

## 姉妹都市
- Sorbiers、フランス 2008年
- エルバサン、アルバニア 2009年
- Bicester、イギリス 2010年

## 出身著名人
- コスタンテ・ジラルデンゴ （自転車競技選手）